# Begonia racemosa
Espèce
Synonymes
- Diploclinium racemosum (Jack) Miq.[1]
- Petermannia racemosa (Jack) Klotzsch[1]

Begonia racemosa est une espèce de plantes de la famille des Begoniaceae.
L'espèce fait partie de la section Petermannia.
Elle a été décrite en 1822 par William Jack (1795-1822).

## Répartition géographique
Cette espèce est originaire du pays suivant : Indonésie.